# Кузькін Євген Юрійович
Євге́н Ю́рійович Ку́зькін (нар. 19 травня 1956 року, м. Хабаровськ‚ РРФСР) — український науковець, заслужений економіст України, у 2007—2010 рр. — директор Харківського інституту фінансів Українського державного університету фінансів та міжнародної торгівлі, м. Харків; Академік Академії економічних наук України (2009 р.). З 2010 р. — заступник Міністра фінансів України.
Перший заступник Голови Державного агентства автомобільних доріг.

## Біографія
1981 року закінчив Харківський інженерно-економічний інститут.
Трудову діяльність Кузькін розпочав після закінчення Харківського інженерно-економічного інституту в Харківському обласному статистичному управлінні, працював на посадах інженера, старшого інженера.
З 1984 року обіймав посаду контролера-ревізора Контрольно-ревізійного управління УРСР в Харківській області, з 1988 року працював в науково-дослідному інституті автоматизованих систем управління транспортування газу заступником завідувача планового відділу, завідувачем планового відділу.
Із серпня 1990 року — заступник начальника податкової інспекції по Харківському району, з червня 1991 року — завідувач фінансового відділу Харківської районної державної адміністрації, з квітня 2000 року — начальник фінансового управління Харківської обласної державної адміністрації, начальник Головного фінансового управління Харківської обласної державної адміністрації. Досвід Кузькіна Є.Ю узагальнений у ювілейному виданні «500 видатних харків'ян».
2002 року закінчив Харківський регіональний інститут державного управління Української академії державного управління при Президентові України, отримав ступінь магістра державного управління.
2002 року захистив кандидатську дисертацію у спеціалізованій Вченій раді Харківського державного економічного університету на тему: «Активізація інвестиційної діяльності промислових підприємств у період розвитку економіки», отримав науковий ступінь кандидата економічних наук.
З квітня 2005 року — голова Державної податкової адміністрації у Харківській області.
З січня 2007 року — доцент кафедри фінансів Харківського національного економічного університету, з 1 квітня 2007 року — директор Харківського інституту фінансів, рішенням Атестаційної колегії від 23 грудня 2008 року присвоєне вчене звання доцента. Сьогодні Харківський інститут фінансів здійснює підготовку магістрів з фінансів на основі освітньо-кваліфікаційного рівня «бакалавр» однойменної спеціальності терміном навчання один рік за денною формою навчання.

## Творчий доробок
Автор багатьох наукових публікацій, у тому числі навчальних посібників і підручників. Він є автором інноваційних розробок у галузі знаходження і формування джерел стабільного фінансування програм освіти і науки регіону.

## Нагороди, почесні звання
- Орден «За заслуги» ІІ ступеня (23 серпня 2021) — за значний особистий внесок у державне будівництво, зміцнення обороноздатності, соціально-економічний, науково-технічний, культурно-освітній розвиток Української держави, вагомі трудові досягнення, багаторічну сумлінну працю та з нагоди 30-ї річниці незалежності України[4]
- Орден «За заслуги» ІІІ ступеня (24 серпня 2013) — за значний особистий внесок у державне будівництво, соціально-економічний, науково-технічний, культурно-освітній розвиток України, вагомі трудові здобутки та високий професіоналізм[5]
- Заслужений економіст України (16 травня 2007) — за вагомий особистий внесок у розвиток вітчизняної науки, зміцнення науково-технічного потенціалу України, підготовку наукових кадрів, багаторічну плідну наукову діяльність[6].
- Почесна грамота Міністерства фінансів України (24 вересня 2008).